# ネイピア ライオン

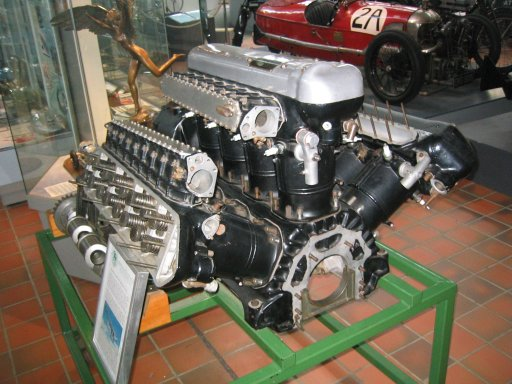
ネイピア・ライオン

ライオン（英: Lion）はイギリスのネイピアが1917年から開発し1930年代まで使われた、航空用レシプロエンジンである。
形状は、直列4気筒を3列の扇形に配置したW型で、12気筒である。2本のオーバーヘッドカムシャフトによる1シリンダあたり4弁形式、アルミニウム合金から加工された一体型シリンダーヘッドなどの進んだ技術を採用していた。
1917年に開発され、試作されたプロトタイプはデ・ハビランドDH 9に搭載されたが、冷却やシリンダーヘッドの加工精度の問題があった。分割型のシリンダに戻され、その年の中頃から生産が始められた。初期のライオンIは25,000 ccの排気量で450 hpを発生した。これはアメリカのリバティ L-12エンジンの400 hpをしのぎ、当時最強のエンジンであった。
ネイピアは商業的に成功し、エンジン専門メーカーとなった。ライオンは160種類におよぶ航空機に採用された。
レース用にチューンされたエンジンは1,300 hpに達し、速度記録用、長距離飛行用の機体に採用された。シュナイダー・トロフィー・レースでの1922年と1927年の優勝機のエンジンになったが、その後はロールス・ロイスのレース用エンジンにとってかわられた。
1930年代になって、より大馬力が要求されるようになると、ライオンはブリストル ハーキュリーズやロールス・ロイス マーリンに比べると、排気量が少なく、旧式化も否めなかった。ネイピアは16気筒で400 hpのレイピア、24気筒で1,000 hp弱のダガーを開発したが、他社に比べて非力であったため、スリーブバルブ方式を採用したセイバーを開発することになる。

## スペック
- レイアウト: 12気筒 W型 水冷 ピストンエンジン
- ボア、ストローク: 5.5 in、5 1/8 in
- 総排気量： 1,462 in3 (25,000 cc)
- 圧縮比: 不明
- 出力: 500 hp / 2,050 rpm
- 重量: 858 lbs (290 kg)